# Myrmecoptinus deplanatus
Myrmecoptinus deplanatus is een keversoort uit de familie klopkevers (Ptinidae). De wetenschappelijke naam van de soort werd in 1954 gepubliceerd door Maurice Pic.